# 川内 (広島市)
川内（かわうち）とは広島市安佐南区の地名。一丁目から六丁目までが設置されている。郵便番号731-0102（安佐南郵便局管区）。2018年6月末現在の人口は14,833人。

## 地理
古川と太田川の間に位置し、中筋を境にする。

## 歴史
1888年（明治21年）まで、広島県沼田郡温井村、広島県沼田郡中調子村。中調子は、もと中庄子。棚守房顕記には、中小師と記されており、厳島領であった。
1889年（明治22年）の大合併により、沼田郡温井村、中調子村の2村が合併し沼田郡川内村となる。
1898年（明治31年）10月1日、郡の統合により安佐郡に所属。
1945年8月6日の原爆投下当日には、村内から「国民義勇隊」として動員された住民約180人が爆心地近くで建物疎開の作業に当たっており、被爆により全滅した。
太平洋戦争後の1955年（昭和30年）に安佐郡八木村、緑井村と合併し安佐郡佐東町となる。1973年（昭和48年）に、広島市と合併し広島市佐東町。1980年広島市が政令指定都市に指定され広島市安佐南区川内となる。

## 経済

### 産業
企業
- tapestry - 女優・綾瀬はるかの個人事務所で2019年11月に設立され、綾瀬の母親が代表取締役、綾瀬本人と兄が取締役をつとめている[8]。

## 文化財
- 八幡神社 （中調子） - 仲哀天皇、応神天皇、仁徳天皇を祀る。武田義信の祈願所として建立されたと伝えられている。
- 八幡神社 （温井） - 応神天皇を祀る。
- 明圓寺 - 福島山と號す。慶長9年に行空により創立される。
- 浄行寺（じょうぎょうじ） - 「温井村にあり竜頭山と號し、永正5（1508）年戊辰僧浄覚開基」とあり山号は竜頭山と號していたが、明治20年代に本願寺の「燈」運動に刺激され、竜燈山と改めた[9]。禅宗であったが、天正2年に浄土真宗改宗。

## 施設
- 広島市立城南中学校
- 広島市立川内小学校

## 交通
- 広島交通（川内線）
- フォーブル（緑井循環バス）

## 道路
- 山陽自動車道
  - 広島インターチェンジ
- 国道54号
- 広島県道459号矢口安古市線

## 人口・世帯数
2018年6月末の人口・世帯数は以下の通り。
| 町名       | 人口   | 世帯数 |
| ---------- | ------ | ------ |
| 川内一丁目 | 3,644  | 1,492  |
| 川内二丁目 | 2,619  | 1,029  |
| 川内三丁目 | 1,838  | 685    |
| 川内四丁目 | 1,587  | 662    |
| 川内五丁目 | 2,510  | 1,011  |
| 川内六丁目 | 2,635  | 1,019  |
| 計         | 14,833 | 5,898  |

## ゆかりの人物
- 綾瀬はるか[8]（女優、本名・蓼丸綾、tapestry取締役[10]）